# Dominique Dunne
Dominique Ellen Dunne (Santa Monica, 1959. november 23. – Los Angeles, 1982. november 4.) amerikai színésznő, Dominick Dunne író lánya.

## Élete és pályafutása
Santa Monicában született és nőtt fel, Dominick Dunne (1925–2009) filmproducer és későbbi író és újságíró, valamint Ellen Griffin Dunne (1932–1997) színésznő öt gyermeke közül harmadikként. Születése után a párnak még két lánya született, akik csecsemőkorukban tüdőbetegségben meghaltak, így ő maradt szülei egyetlen túlélő lánya. Egyik bátyja Griffin Dunne színész és rendező. Nagybátyja John Gregory Dunne író, nagynénje Joan Didion írónő.
Szülei válása után New Yorkba, majd később Beverly Hillsbe költözött. A középiskola után egy évet Firenzében töltött, majd a Colorado Állami Egyetemen tanult drámát. Egy év után otthagyta az egyetemet, hogy karrierjét folytassa, és különböző televíziós produkciókban vett részt.
1982-ben színésznőként Tobe Hooper Poltergeist – Kopogó szellem című horrorfilmjével vált ismertté.

## Halála
Huszonkét évesen megismerte a nálánál három évvel idősebb John David Sweeney-t, egy jól menő Los Angeles-i étterem szakácsát. A férfi féltékenykedése és gyakori bántalmazásai miatt Dunne szakított Sweeney-vel, aki ezt nem tudta elfogadni. 1982. október 30-án a folytatás reményében felkereste a fiatal színésznőt, Dunne azonban visszautasította a férfit. Az válaszul brutálisan nekiesett, a fiatal lányt a földre lökte majd perceken keresztül puszta kézzel fojtogatta. Volt barátnője élettelen testét otthagyta a kocsifeljárón és elsétált.
A fiatal lány azonban nem halt meg, hanem kómába esett, de öt nappal később a Los Angeles-i Cedars-Sinai Medical Centerben lekapcsolták a gépekről. Dunne alig húsz nap múlva töltötte volna be 23. életévét. Gyilkosát szándékos emberölés tettében bűnösnek találták és letöltendő börtönbüntetésre ítélték.

## Filmográfia
| Év        | Cím                                        | Szerep                   | Megjegyzés                                         |
| --------- | ------------------------------------------ | ------------------------ | -------------------------------------------------- |
| 1979      | Diary of a Teenage Hitchhiker              | Cathy Robinson           | tévéfilm                                           |
| 1979–1980 | Lou Grant                                  | több szereplő            | 2 epizód                                           |
| 1980      | Family                                     | Erica                    | 1 epizód                                           |
| 1980      | Valentine Magic on Love Island             | Cheryl                   | tévéfilm                                           |
| 1980–1981 | Breaking Away                              | Paulina Bornstein        | 3 epizód                                           |
| 1981      | CBS Children's Mystery Theatre             | Polly Ames               | 1 epizód                                           |
| 1981      | The Day the Loving Stopped                 | Judy Danner              | tévéfilm                                           |
| 1982      | Fame                                       | Tracy                    | 1 epizód                                           |
| 1982      | Hart to Hart                               | Christy Ferrin           | 1 epizód                                           |
| 1982      | Poltergeist – Kopogó szellem (Poltergeist) | Dana Freeling            | - egyetlen mozifilmje - magyar hangja Csondor Kata |
| 1982      | Az árnylovas (Shadow Riders)               | Sissy Traven             | tévéfilm                                           |
| 1982      | CHiPs                                      | Amy Kent                 | 1 epizód                                           |
| 1982      | The Quest                                  | olasz lány               | 1 epizód                                           |
| 1982      | Zsarublues (Hill Street Blues)             | elhagyott csecsemő anyja | 1 epizód (utolsó szerepe)                          |

## Fordítás
- Ez a szócikk részben vagy egészben  a   Dominique Dunne című angol Wikipédia-szócikk fordításán alapul.  Az eredeti cikk szerkesztőit annak laptörténete sorolja fel. Ez a jelzés csupán a megfogalmazás eredetét és a szerzői jogokat jelzi, nem szolgál a cikkben szereplő információk forrásmegjelöléseként.